# YouTrack
YouTrack — комерційна система відстеження помилок, програмне забезпечення для управління проєктами розроблене компанією JetBrains. YouTrack підтримує пошукові запити, автодоповнення, маніпуляцію з наборами завдань, настройку набору атрибутів завдання, створення користувацьких робочих процесів і дозволяє активно використовувати клавіатуру в інтерфейсі (що є важливим для багатьох програмістів).

## Архітектура
YouTrack розроблений відповідно до парадигмою мовно-орієнтованого програмування, використовує JetBrains MPS і набір власних предметно-орієнтованих мов програмування, розроблених компанією JetBrains. Система використовує вбудовану базу даних JetBrains Database — транзакційне сховище пар «ключ — значення». Для віддалених викликів процедур використовує REST-стиль.

## Інтеграція із стороннім ПЗ
YouTrack інтегрується з системами управління версіями, такими як Subversion, CVS, Rational ClearCase, Visual SourceSafe, Mercurial, Git і Perforce за допомогою TeamCity. Також є можливість інтеграції з сервісом GitHub. Є можливість інтеграції з TeamCity, IntelliJ IDEA, TestLink, TestRail, підтримка аутентифікації користувачів за допомогою Google Account, Yahoo!, OpenID і LDAP. YouTrack може імпортувати завдання, створені в інших системах відстеження помилок: JIRA, FogBugz, Bugzilla, MantisBT, Trac, CSV — файлів і баг-трекер Google Code. YouTrack надає бібліотеку, написану мовою Python, для імпорту завдань, створених в інших системах відстеження помилок.

## Системні вимоги та варіанти розповсюдження
YouTrack є багатоплатформним програмним забезпеченням і працює в будь-яких операційних системах, які підтримують платформу Java, включаючи Microsoft Windows, Linux, Mac OS X і Solaris.
Є три варіанти розповсюдження YouTrack: web-архів (war-файл), який може бути запущений в будь-якому сервлет-контейнері (Tomcat, Jetty, тощо); виконуваний Jar-архів (jar-файл), який готовий до запуску і не вимагає додаткових дій з встановлення та налаштування; Windows-додаток, який встановлюється і налаштовує сервер додатків Tomcat з розгорнутим вебархівом YouTrack.

## YouTrack RESTful API
YouTrack RESTful API дозволяє розробникам виробляти різні дії програмно, в тому числі:
- Імпорт існуючих проєктів і завдань з інших систем відстеження помилок.
- Створення, зміна, отримання всіх атрибутів завдань.
- Управління проєктами, користувачами, групами і ролями.

## Ліцензія
YouTrack розповсюджується під комерційною ліцензією в п'яти різних варіантах, що розрізняються кількістю підтримуваних користувачів, які можуть працювати з системою. JetBrains надає YouTrack для безкоштовного використання розробникам відкритих проєктів і для навчання.
YouTrack доступний також у вигляді сервісу (SaaS), під назвою YouTrack InCloud, безкоштовно в базовій конфігурації.
Також YouTrack надається безкоштовно для відкритих проєктів через http://youtrack.codebetter.com%5Bнедоступне+посилання+з+червня+2019%5D.